# Luis Tomás de Saboya-Carignano
El príncipe Luis Tomás de Saboya (en alemán: Ludwig Thomas von Savoyen, Graf von Soissons; en italiano: Luigi Tommaso di Savoia; (15 de diciembre de 1657-14 de agosto de 1702), fue conde de Soissons y príncipe de Saboya. Fue asesinado como Feldzeugmeister del Ejército Imperial en el Sitio de Landau al comienzo de la Guerra de Sucesión Española. Se especuló que era hijo ilegítimo de Luis XIV.

## Vida
Luis Tomás era el hijo mayor de Eugene Maurice, conde de Soissons y Olympia Mancini, así como el hermano mayor del príncipe Eugenio de Saboya.
Sus primos maternos incluían al duque de Vendôme, así como al duque de Bouillon y Luis Enrique de La Tour d'Auvergne. Sus primos paternos incluían Víctor Amadeo I, príncipe de Carignano y Luis Guillermo, margrave de Baden-Baden. 
En 1674, la familia consideró nominar a Luis Tomás como candidato francés al trono polaco.
Tras la muerte de su padre y la huida de su madre a Bruselas debido a su implicación en el notorio Asunto de los venenos, Luis Tomás y Urania fueron acusados, junto con su abuela paterna, de criar a sus hermanos menores. Eugenio nunca olvidaría el amoroso parentesco sustituto de la pareja.
Luis Tomás obtuvo un puesto como oficial en el ejército francés, pero Luis XIV tenía deseos amorosos para su esposa. Urania, sin embargo, rechazó los avances románticos del rey. Enfurecido, Luis despidió a Luis Tomás del ejército y, cuando Luis Tomás buscó un puesto en el extranjero, canceló su pensión y sus cuotas. En 1699, casi arruinado, Luis Tomás buscó la ayuda de su hermano menor, Eugenio, en Viena. Con la ayuda de Eugenio, obtuvo una comisión en el Ejército Imperial de Austria.
El 18 de agosto, Luis fue asesinado por una bomba francesa en el Sitio de Landau al comienzo de la Guerra de Sucesión Española.

### Matrimonio e hijos
Se casó con Urania de La Cropte de Beauvais, a quien Saint-Simon había descrito una vez como "radiante como la mañana gloriosa". Su hija, la princesa María Ana Victoria de Saboya, finalmente heredó las propiedades de Eugenio.
- La princesa María Ana Victoria de Saboya-Carignano (1683-1763), mademoiselle de Soissons; se casó con el príncipe José de Sajonia-Hildburghausen, duque de Sajonia, hijo de Ernesto, duque de Sajonia-Hildburghausen; no hubo descendencia.[4]
- Príncipe Luis Tomás de Saboya (1685-1695).
- La princesa Teresa Ana Luisa de Saboya (1686-1736); nunca se casó y no tuvo ninguna descendencia.
- El príncipe Manuel Tomás de Saboya (1687-1729); tuvo éxito como condé de Soissons. Se casó con la princesa María Teresa de Liechtenstein y tuvieron hijos.
- Príncipe Mauricio de Saboya (1690-1710).
- Príncipe Eugenio de Saboya (1692-1712).